# Miedź Legnica
Maillots
Dernière mise à jour : 20 avril 2025.
Le Miedź Legnica est un club polonais de football basé à Legnica.

## Historique
- 1971 : fondation du club
- 1992 : 1re participation à une coupe d'Europe (C2, saison 1992-1993)

## Bilan sportif

### Palmarès
- Coupe de Pologne
  - Vainqueur : 1992

- Supercoupe de Pologne
  - Finaliste : 1992

- Championnat de Pologne de deuxième division
  - Champion : 2018 et 2022

### Bilan européen
Note : dans les résultats ci-dessous, le score du club est toujours donné en premier.
| Saison    | Compétition      | Tour                | Club      | Domicile | Extérieur | Total |
| --------- | ---------------- | ------------------- | --------- | -------- | --------- | ----- |
| 1992-1993 | Coupe des coupes | Seizièmes de finale | AS Monaco | 0 - 1    | 0 - 0     | 0 - 1 |

Légende
- Victoire ou qualification pour le tour suivant
- Match nul
- Défaite ou élimination de la compétition